# Xosé Ramón Reboiras
Xosé Ramón Reboiras Noia, más conocido como Moncho Reboiras (Imo, Dodro, provincia de La Coruña; 19 de enero de 1950 - Ferrol; 12 de agosto de 1975), fue un sindicalista, político español nacionalista gallego y opositor a la dictadura franquista.

## Juventud
Nació en la aldea de Imo, en la parroquia de San Juan de Laíño, en el municipio coruñés de Dodro, en el seno de una familia humilde que tuvo que emigrar a la ciudad en busca de mejores condiciones de vida. En Vigo, Moncho estudiaba Bachillerato y atendía a los clientes en el Bar Noia propiedad de su familia, además de un breve período de trabajo en la construcción cuándo tenía 15 años.
Poco a poco fue tomando una conciencia política nacionalista en reacción al franquismo y a lo que identifica como "opresión nacional" de Galicia: un bajísimo nivel económico en el campo, explotación, conflicto lingüístico... Se matricula más tarde en la Facultad de Ingeniería Industrial de Vigo, donde obtiene buenas calificaciones. Allí desempeñó un papel muy activo en las reivindicaciones estudiantiles de aquellos años, así como en la defensa de la cultura gallega y la reivindicación nacionalista. Fue uno de los fundadores de la revista Des...tornillo', de propaganda galleguista. Formó también parte del grupo cultural O Castro, el cual abordaba (dentro de las limitaciones de aquel tiempo) las reivindicaciones nacionalistas gallegas y el problema nacional gallego. En 1969 ingresó en la  Unión do Povo Galego (UPG), organización comunista y nacionalista que hoy en día se encuentra integrada en el BNG.

## Militancia política

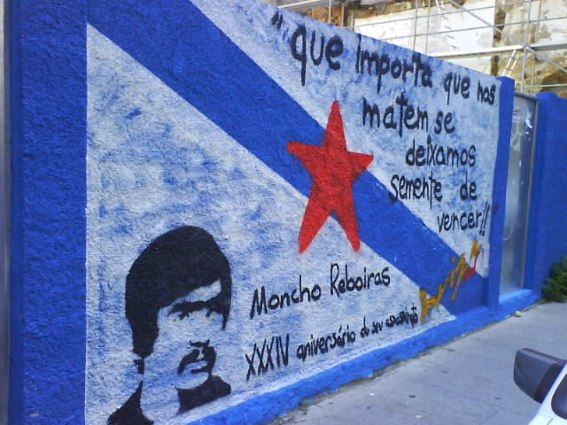
Mural de la organización Briga en memoria de Moncho Reboiras en Ferrol.

Finalizada la carrera, la facultad le concede una beca para hacer un trabajo de especialización en Astilleros Barreras, donde conocerá las difíciles condiciones laborales de los obreros. Por esa época, en 1972, tiene lugar la «Huelga de Septiembre» y Reboiras tendrá en ella un papel importante como organizador y participante.
Perdida la beca por esta razón, se dedica a la lucha política. Trabaja en la fábrica Álvarez de Vigo, teniendo que dejarlo por razones de salud. Se muda entonces a Ferrol, donde trabaja en Astano y, posteriormente, en La Coruña, donde se emplea como obrero en el complejo fabril de Intelsa.
Durante esta época, Reboiras se dedica, en nombre de la UPG, a la organización Fronte Cultural Galega. Fue en grande parte el responsable de que esta organización alcanzase la relevancia que tuvo en aquella época y del papel que desempeñó en el panorama cultural de Galicia, ya que por primera vez, existía una coordinación efectiva entre la mayoría de las asociaciones culturales de Galicia, con este «Fronte Cultural» como órgano de comunicación social.
Reboiras fue miembro del Comité Central y del Comité Ejecutivo de la UPG. En 1973 y 1974 era uno de los organizadores de los grupos sindicales gallegos. Promovió el boicot a las elecciones para el Sindicato Vertical en 1974, campaña que sirvió también para el lanzamiento del Sindicato Obreiro Galego (SOG), el cual, con la Unión de Traballadores do Ensino de Galicia (UTEG) ya constituida, conformarían en poco tiempo la Intersindical Galega, la cual fue un antecesor lejano de la actual Confederación Intersindical Galega (CIG). Fue también el alma del grupo coruñés que, alrededor del órgano de comunicación social Xerme, desempeñaría un papel fundamental para la creación de un sindicalismo específicamente gallego.

## Actividad armada y muerte
Desde el comienzo de la década, algunos sectores de la UPG eran partidarios de la lucha armada, pero el partido nunca contó con una estructura ‘militar’ propiamente dicha, más allá de un ‘Frente Armado’, integrado por apenas una decena de militantes y que perpetró varios atracos. Reboiras participó en un grupo dedicado a dotar a la UPG de infraestructuras logísticas y tratando de organizar un reducido grupo armado, de acuerdo con la apuesta de su partido por «formas de lucha más avanzadas». Encontrándose en Ferrol, la Brigada Político Social (BPS) franquista estableció en la noche del 11 de agosto de 1975 un control en la zona de Canido. A las 2 de la mañana numerosos efectivos de la BPS, acompañados de más de 3 agentes de la Policía Armada acordonaron el edificio donde se encontraba Reboiras con dos militantes armados más, que tras un tiroteo lograron huir. Reboiras logra zafarse de la policía durante más de dos horas, consiguiendo finalmente esta darle alcance en el portal de la calle da Terra, produciéndose un tiroteo, en el que Reboiras perdería la vida. A partir de ese momento se desata un amplio operativo en toda Galicia que conlleva a la detención de varios militantes nacionalistas y el exilio a Portugal (donde había triunfado la Revolución de los Claveles en abril de 1974) de un gran número de miembros de la UPG.
Actualmente se encuentra enterrado en el cementerio de su Parroquia de nacimiento.

## Querella judicial de la familia
En 2023 la familia pleiteó ante la justicia por el asesinato de Moncho Reboiras pero la juez encargada del caso decretó el sobreseimiento de la querella debido a que existe un impedimento legal por la Ley de Amnistía de 1977 y la prescripción.